# Ferme du tabac
Officialisé en 1674, le principe de la ferme du tabac est une taxe qui date du début du XVIIe siècle car c’est Richelieu qui, en 1621, fit tarifer à quarante sous le cent pesant la consommation du tabac. Il s'acheva en 1726, ou plutôt changea de forme, quand toutes les fermes furent regroupées dans la Ferme générale.

## 1674
Le monopole du tabac, produit d'exportation de la partie française de Saint-Domingue où il était cultivé par des flibustiers, a été affermé en 1674 par un groupe de particuliers dirigés par le marchand Jean Oudiette, qui a succédé à la Compagnie française des Indes occidentales, au Canada comme aux Antilles.
Auparavant, sur une période très courte, au cours de l'année 1674, le monopole du tabac a été confié par Louis XIV à son amie la marquise de Maintenon, qui l'a rapidement revendu au consortium mené par Jean Oudiette et a racheté le château de Maintenon au corsaire et futur planteur de la Martinique Charles François d'Angennes. En 1674, des troubles sont également créés par l'apparition d'une ferme du papier timbré.

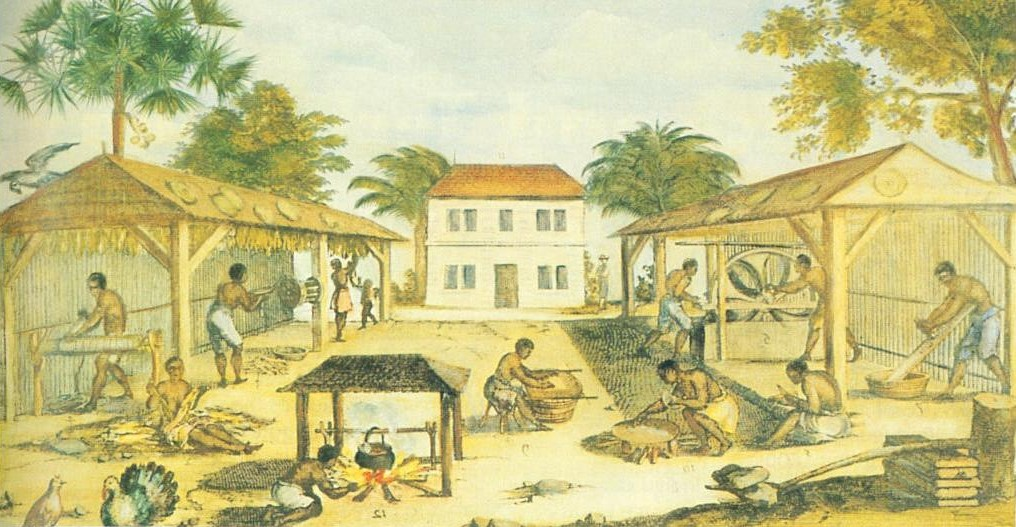
Esclaves travaillant dans un atelier de production de tabac, Virginie, 1670.

Jean Oudiette et son consortium ont non seulement obligé les habitants de Saint-Domingue à leur vendre à très bas prix leur tabac, mais l'ont revendu si cher en métropole que sa consommation y avait diminué de moitié, une stratégie commerciale de rentabilisation à très court terme, qui a généré une concurrence et une contrebande très vive en provenance de Virginie.
C'est à partir de 1674 que se développent à grande échelle les plantations de Virginie, dans l'estuaire de la Chesapeake, lancées par le duc d'York Jacques Stuart, le cousin de Louis XIV, qui devient roi d'Angleterre en 1685.
Le tabac de Virginie arrive alors en France par l'île de Noirmoutier, sur des bateaux hollandais ce qui relance les guerres anglo-néerlandaises puis la guerre de Hollande.

## Panacée coloniale duXVIIesiècle
En trente ans, les importations françaises font plus que tripler, passant de 20 % à 70 % de la consommation intérieure de tabac. La Virginie, pour qui la France devient le premier marché (hormis l'entrepôt de négoce d'Amsterdam), représente à elle seule 60 % des importations françaises. En échange, la monarchie anglaise tente d'empêcher les raids de flibustiers anglais sur les îles à sucre françaises.

Cette politique subit cependant un coup d'arrêt à la fin du siècle lorsque les taxes sur l'exportation du tabac anglais augmentent de 150 %. En soixante-dix ans, elles quadruplent, mais sans gêner encore la position dominante déjà acquise sur le marché. Le port de Londres, qui a le monopole d'importation depuis 1624, a les moyens de rendre cette filière compétitive.
La levée de cet impôt resta placée dans les attributions de la Ferme générale jusqu’en 1697. À cette époque, la ferme du tabac fut distraite de la Ferme générale et louée à un particulier moyennant 150 000 livres. Le prix du bail s’éleva jusqu’à 4 millions en 1718. Il fut repris alors par la Ferme générale, qui paya pour cette exploitation particulière un loyer toujours croissant, porté à 32 millions en 1790. À cette époque, la ferme le vendait 3 livres 6 sous, et le débitant 4 livres tournois la livre. La consommation de tabac s’élevant à sept millions de kilogrammes, la ferme faisait un bénéfice réel d’environ 6 millions de francs.
La Compagnie des Indes occidentales, en 1719 adjudicataire de la ferme du tabac, possédait deux manufactures à Dieppe et à Morlaix en état de vétusté ce qui l'amène à fonder en 1724 une troisième manufacture, dans le port du Havre créé par François Ier, car la ville renonce à percevoir des taxes. L'ingénieur du roi Jean-Jacques Martinet et le premier ingénieur des ponts et chaussées Gabriel dressent les plans d'une grande manufacture, construite à partir de 1726, rue du Grand Croissant, sur un terrain appartenant au couvent des capucins. De 1734 à 1728, l'ancien grand jeu de paume rue de la Crique avait été transformé en atelier de fabrication temporaire.

## Fin du monopole à la Révolution
L’Assemblée nationale décréta, le 24 février 1791, « qu’il serait libre à toute personne de cultiver, fabriquer et débiter du tabac dans le royaume ; que l’importation du tabac étranger fabriqué continuerait à être prohibée, et que le tabac étranger en feuilles pourrait être importé moyennant une taxe de 25 livres par quintal, réduite aux 3/4 pour les navires français qui importeraient directement du tabac d’Amérique.»